# Unité urbaine d'Aire-sur-l'Adour
L'unité urbaine d'Aire-sur-l'Adour est une unité urbaine française centrée sur la ville d'Aire-sur-l'Adour situées à cheval sur deux départements les Landes et le Gers.

## Données globales
En 2020, selon l'INSEE, l'unité urbaine d'Aire-sur-l'Adour est composée de deux communes.
L'unité urbaine d'Aire-sur-l'Adour appartient à l'aire d'attraction d'Aire-sur-l'Adour.

### Communes
Liste des communes appartenant à l'unité urbaine d'Aire-sur-l'Adour selon la nouvelle délimitation de 2020 et sa population municipale en 2020 (liste établie par ordre alphabétique) :
| Nom                | Code Insee | Département | Statut       | Superficie (km2) | Population (dernière pop. légale) | Densité (hab./km2) | Modifier                                    |
| ------------------ | ---------- | ----------- | ------------ | ---------------- | --------------------------------- | ------------------ | ------------------------------------------- |
| Barcelonne-du-Gers | 32027      | Gers        | banlieue     | 20,29            | 1 378 (2022)                      | 68                 | modifier les données · modifier les données |
| Aire-sur-l'Adour   | 40001      | Landes      | ville-centre | 57,78            | 6 215 (2022)                      | 108                | modifier les données · modifier les données |

## Évolution démographique
L'évolution démographique ci-dessous concerne l'unité urbaine selon le périmètre défini en 2020.
| 1968  | 1975  | 1982  | 1990  | 1999  | 2008  | 2013  | 2018  | 2019  | - |
| ----- | ----- | ----- | ----- | ----- | ----- | ----- | ----- | ----- | - |
| 6 855 | 7 030 | 7 425 | 7 517 | 7 306 | 7 416 | 7 514 | 7 494 | 7 557 | - |

### Articles externes
- L'unité urbaine d'Aire-sur-l'Adour sur le splaf Landes